# Serie A2 1994-1995 (pallanuoto maschile)
La Serie A2 1994-1995 è stata l'11ª edizione di questo torneo, il secondo livello del campionato italiano di pallanuoto maschile.
Bogliasco e Anzio vincono i rispettivi gironi e si impongono anche nei Play-off conquistando la massima serie; per i laziali è la prima volta in assoluto.

## Classifiche finali

### Girone Nord
|  |     | Girone Nord '95   | Pt | G  | V  | N | P  | GF  | GS  | DR   |
|  | --- | ----------------- | -- | -- | -- | - | -- | --- | --- | ---- |
|  | 1.  | Bogliasco         | 33 | 18 | 16 | 1 | 1  | 231 | 143 | +88  |
|  | 2.  | Sturla            | 28 | 18 | 13 | 2 | 3  | 230 | 167 | +63  |
|  | 3.  | Chiavari          | 22 | 18 | 9  | 4 | 5  | 191 | 164 | +27  |
|  | 4.  | Lavagna '90       | 21 | 18 | 9  | 3 | 6  | 184 | 163 | +21  |
|  | 5.  | Torino '81        | 17 | 18 | 7  | 3 | 8  | 194 | 193 | +1   |
|  | 6.  | Nervi             | 16 | 18 | 7  | 2 | 9  | 199 | 174 | +25  |
|  | 7.  | Cagliari          | 16 | 18 | 7  | 2 | 9  | 200 | 199 | +1   |
|  | 8.  | C.N. UISP Bologna | 14 | 18 | 6  | 2 | 10 | 191 | 195 | -4   |
|  | 9.  | Bergamo           | 13 | 18 | 6  | 1 | 11 | 222 | 218 | +4   |
|  | 10. | Camogli           | 0  | 18 | 0  | 0 | 18 | 110 | 336 | -226 |

### Girone Sud
|  |     | Girone Sud '95            | Pt | G  | V  | N | P  | GF  | GS  | DR   |
|  | --- | ------------------------- | -- | -- | -- | - | -- | --- | --- | ---- |
|  | 1.  | Anzio                     | 30 | 18 | 15 | 0 | 3  | 227 | 164 | +63  |
|  | 2.  | Napoli                    | 25 | 18 | 12 | 1 | 5  | 201 | 170 | +31  |
|  | 3.  | Civitavecchia             | 20 | 18 | 10 | 0 | 8  | 218 | 187 | +31  |
|  | 4.  | Telimar Palermo           | 20 | 18 | 9  | 2 | 7  | 208 | 201 | +7   |
|  | 5.  | Salerno                   | 19 | 18 | 8  | 3 | 7  | 197 | 181 | +16  |
|  | 6.  | Poseidon                  | 19 | 18 | 9  | 1 | 8  | 181 | 175 | +6   |
|  | 7.  | Lazio                     | 17 | 18 | 8  | 1 | 9  | 173 | 167 | +6   |
|  | 8.  | CUS Palermo               | 16 | 18 | 8  | 0 | 10 | 205 | 209 | -4   |
|  | 9.  | Fiamme Oro                | 14 | 18 | 6  | 2 | 10 | 168 | 177 | -9   |
|  | 10. | Marisport Marina Militare | 0  | 18 | 0  | 0 | 18 | 152 | 287 | -185 |

## Play Off
| Bogliasco | 12-11; 13-7 | Napoli |
|           |             |        |

| Anzio | 10-15; 14-12; 12-11 | Sturla |
|       |                     |        |

## Verdetti
- Rari Nantes Bogliasco e Anzio promosse in Serie A1
- Rari Nantes Camogli e Marisport retrocesse in Serie B